# Stroopwafel

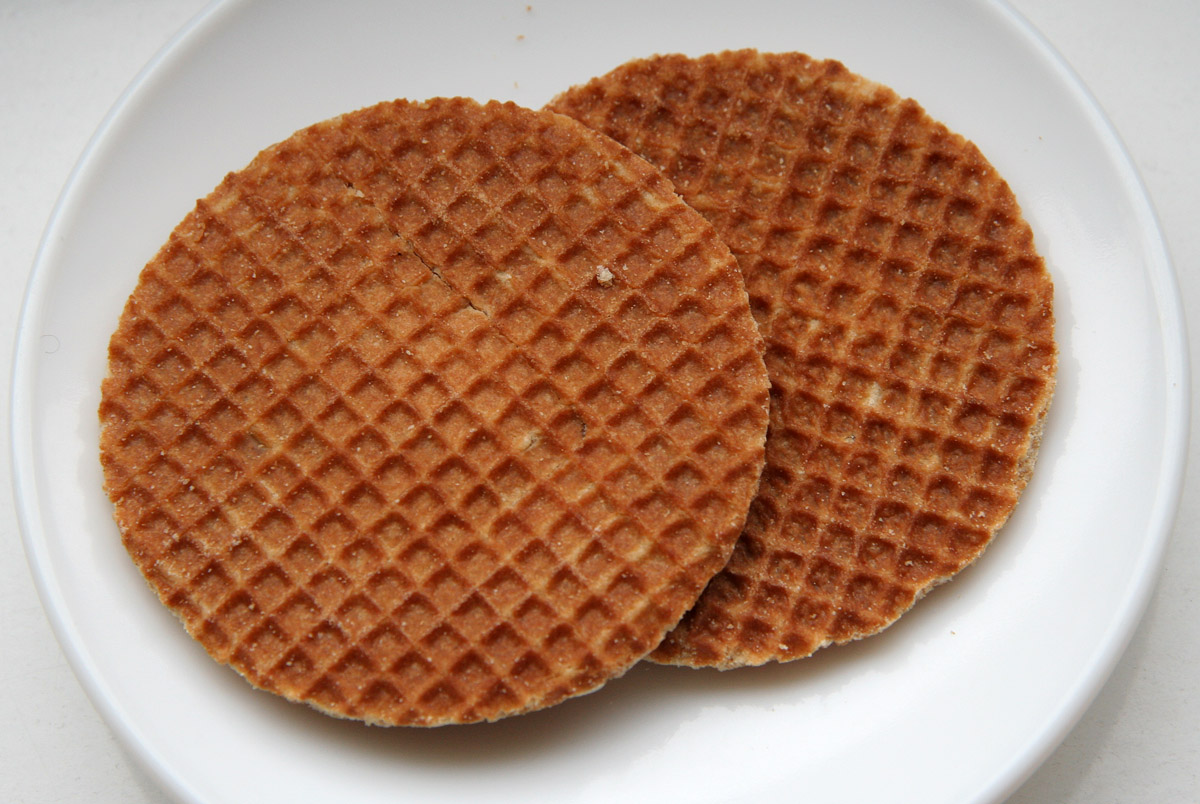
Dwa stroopwafle

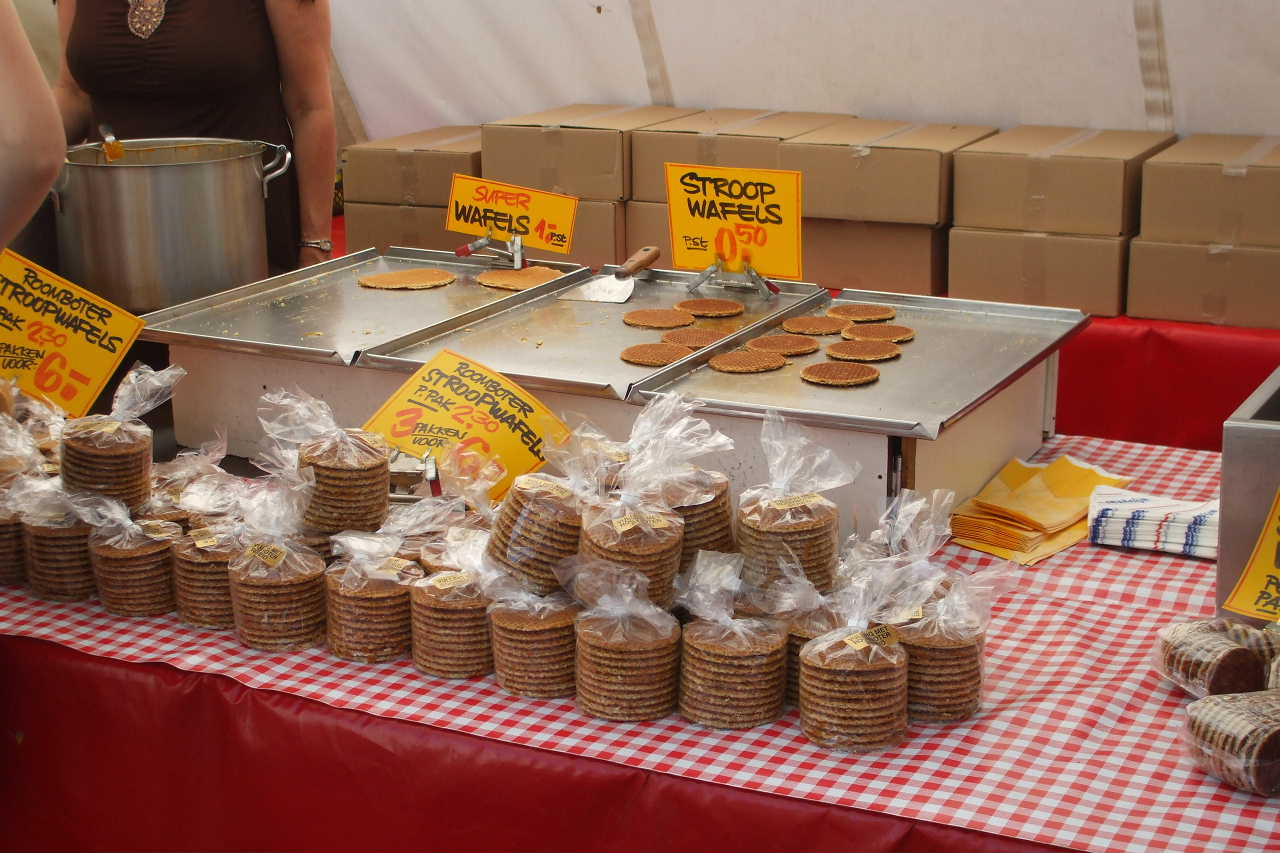
Sprzedaż stroopwafli

Stroopwafel lub siroopwafel (pol. „wafel z syropem”) – rodzaj holenderskich ciastek. Na jeden stroopwafel składają się dwie okrągłe, waflopodobne warstwy oraz nadzienie z syropu, brązowego cukru i masła pomiędzy nimi. Do nadzienia mogą zostać dodane substancje smakowe, np. cynamon, karmel czy wanilia. Ciastka przeważnie mają około 10 centymetrów średnicy, ale są też produkowane o średnicach od 4,5 do 25 cm. Tradycyjna metoda ich przygotowywania polega na rozcięciu świeżo upieczonego, jeszcze gorącego wafla na pół przez środek, rozsmarowaniu nadzienia po wewnętrznej stronie jednej z połówek i połączeniu obydwu połówek.

## Historia
Stroopwafel to stary holenderski przysmak, według legendy wynaleziony w 1784 w Goudzie przez tamtejszego piekarza, najprawdopodobniej Gerarda Kamphuisena. Jeden z najstarszych zachowanych przepisów z 1840 podaje, że wafle upieczono, używając resztek ciasta i okruchów z uprzednio upieczonych wafli, po czym wypełniono je syropem. Stroopwafele były bardzo tanie i dlatego nazywano je w XIX wieku ciastkami ubogich (armenkoeken). Do 1870 roku stroopwafle były popularne jedynie w Goudzie i okolicach. Dzięki pieczeniu i sprzedaży podczas targów i uroczystości na rynku zyskały z czasem popularność w całym kraju, stając się jednym z najpopularniejszych dodatków do kawy i herbaty w Holandii. Statystycznie Holender zjada 20 stroopwafli w roku.

## Współczesność
Holendrzy zwykle jedzą je popijając filiżanką herbaty, kawy lub kakao. Niektórzy przed konsumpcją kładą stroopwafel na filiżance z gorącym napojem, by para zmiękczyła syrop i wyeksponowała smak ciastka. Praktykowane jest też ogrzewanie stroopwafli w kuchence mikrofalowej. Niektórzy konsumenci wolą „podsuszone” stroopwafle zamiast świeżych i w tym celu pozostawiają przez tydzień otwarte opakowanie.
W Holandii stroopwafle można kupić w praktycznie każdym supermarkecie, sklepie ze słodyczami oraz wielu sklepach piekarniczych. Są także sprzedawane pasażerom na lotnisku Schiphol w Amsterdamie i plasują się tam na drugim miejscu pod względem popularności.
W 1979 powstała holenderska uliczna grupa muzyczna o nazwie The Amazing Stroopwafels.

## Popularność poza granicami
Fabrykę stroopwafli otwarto w 2009 w Casablance, dzięki staraniom rotterdamczyka Mimouna El Arkoubiego – przedsiębiorcy o marokańskich korzeniach.
Holenderskie wafle z syropem zdobyły popularność także w Niemczech oraz RPA. W Nowym Yorku sprzedawane są miniaturowe stroopwafle, częściowo pokryte polewą czekoladową na kształt półksiężyca, pod nazwą Dutch Moon Cookies.
Stroopwafle są także masowo zamawiane w agencjach sprzedaży wysyłkowej przez emigrantów holenderskich.
W Polsce lepiej znany jest produkt podobny – tofinki, przekładane nadzieniem toffi lub czekoladowym.
Oryginalne wafle holenderskie (stroopwafle) dostępne są w Polsce od stycznia 2009 roku.

## Składniki

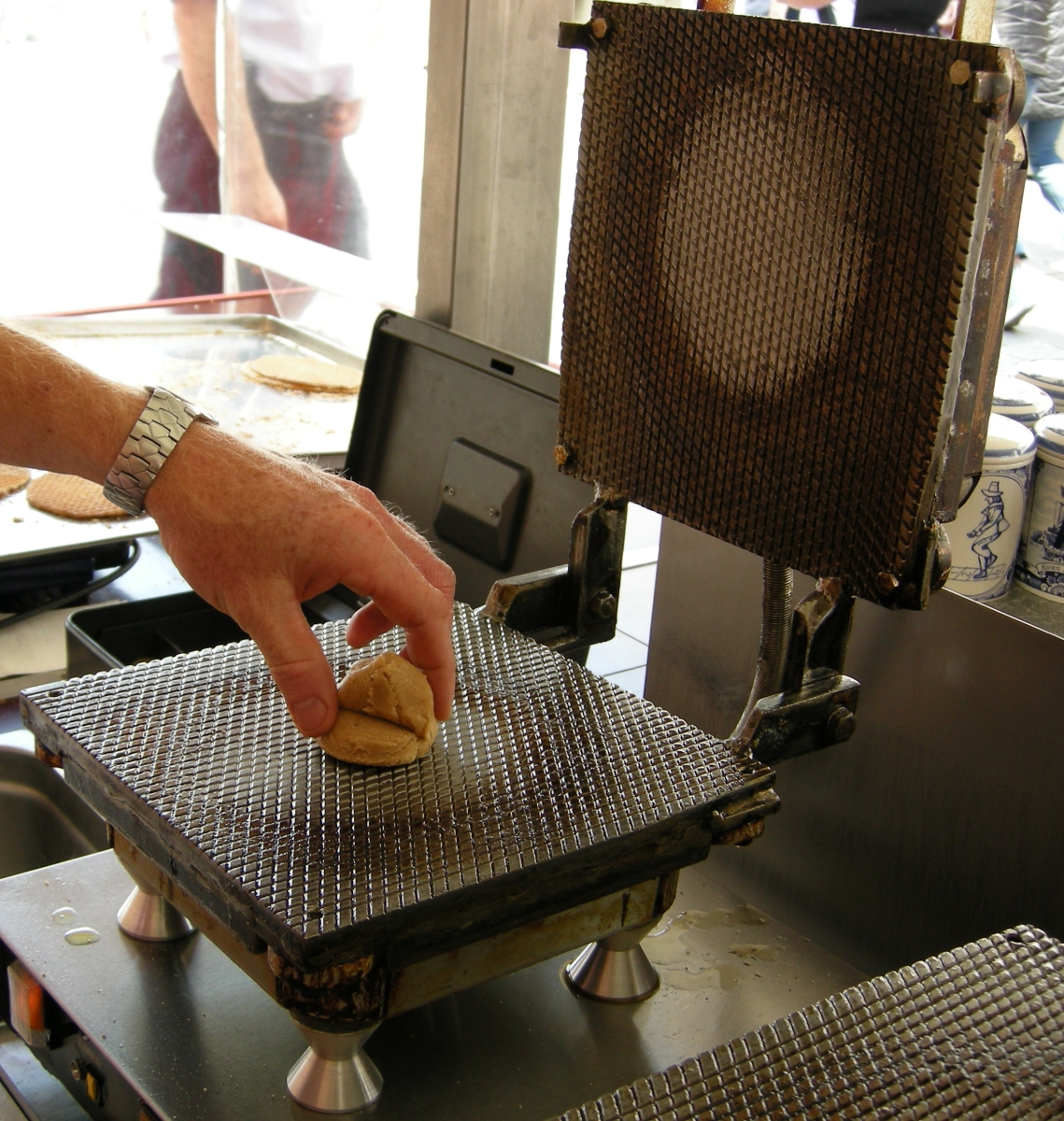
Waflownica do wypieku stroopwafli

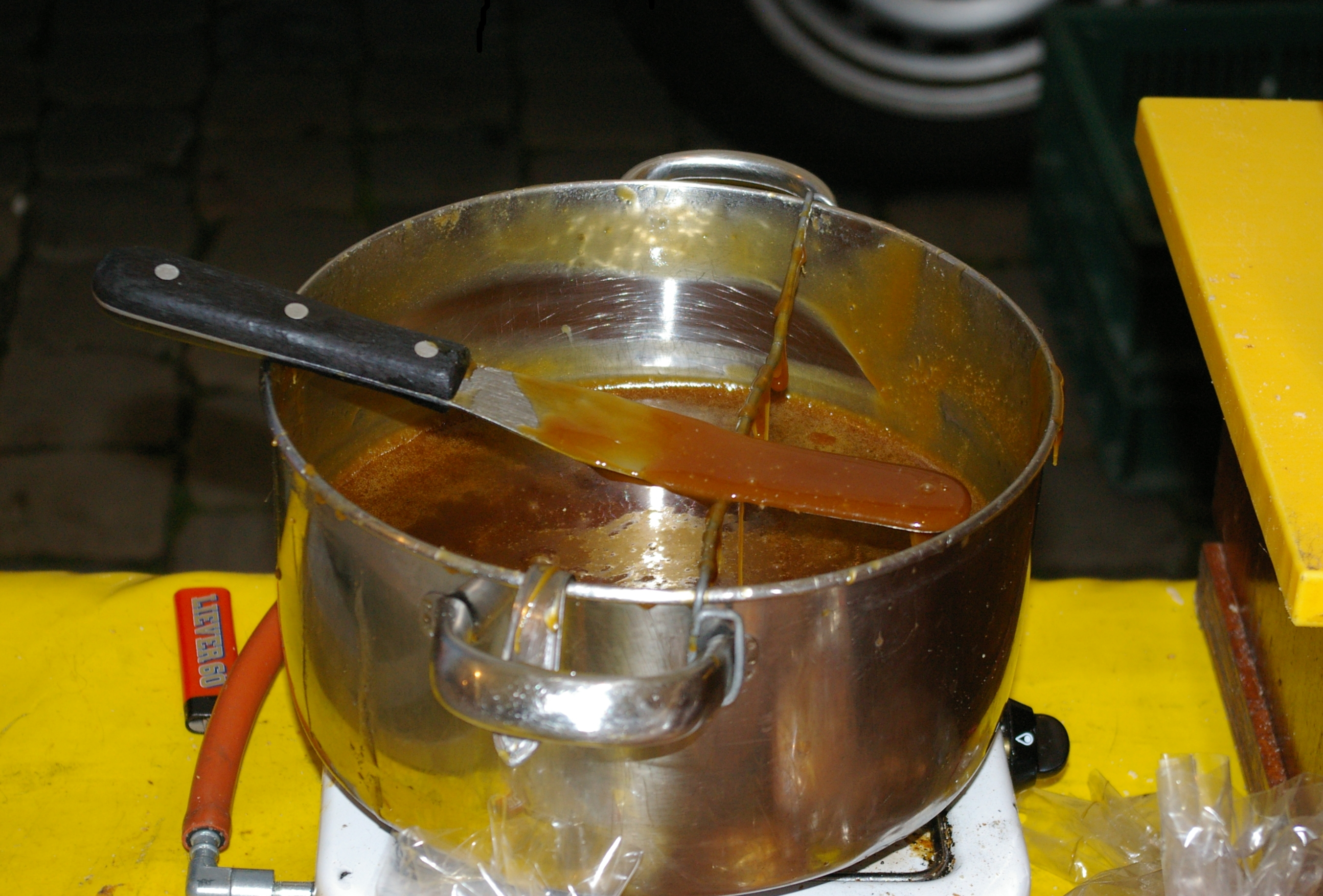
Garnek z syropem do stroopwafli

Składniki potrzebne do upieczenia wafli:
- mąka
- masło
- cukier spożywczy tzw. biały basterdsuiker
- drożdże
- mleko
- jajka

Z ciasta formuje się małe kulki wielkości jednej dużej marmurki i piecze w żeliwnej waflownicy o tzw. diamentowym patronie matryc.
Składniki na masę do przekładania wafli:
- syrop
- cukier tzw. ciemny basterdsuiker
- masło
- proszek cynamonowy

Dzięki dodaniu cukru i masła do podgrzanego syropu staje się on bardziej gęsty i lepki.